# 山村啓介
山村 啓介（やまむら けいすけ、1956年7月14日 - ）は、朝日放送の事業メディア局事業部部長プロデューサー・元テレビプロデューサー。

## 来歴・人物
京都府京都市出身で、京都大学文学部を卒業後、1979年に朝日放送へ入社。
以来、テレビ番組の制作に携わり、クイズ番組をはじめ演芸・ワイドショー・情報番組などを担当。その後は東京支社へ異動し、数々のテレビ番組のプロデューサーを務め、本社に戻り編成制作局企画開発部次長、関連会社ABCリブラへの出向を経て現在に至っている。

## 過去に手掛けた番組
- 世界一周双六ゲーム（ディレクター）
- おっちゃんVSギャル（ディレクター）
- ざこば・鶴瓶らくごのご（プロデューサー）
- クイズ!紳助くん（プロデューサー）
- たけしの万物創世紀（チーフプロデューサー）
- 年末ジャンボ生特番!憲武・ヒロミとゆかいな仲間がテレビでやりたかったこと50（チーフプロデューサー）
- 朝だ!生です旅サラダ（チーフプロデューサー、ABCリブラ出向時代） など